# أغسطس زاليسكي
أغسطس زاليسكي (بالبولندية: August Zaleski) (و. 1883 – 1972 م) هو عالم اقتصاد، ودبلوماسي، ومؤرخ من بولندا ولد في وارسو.

## التعليم
تعلم في كلية لندن للاقتصاد.

## روابط خارجية
- أغسطس زاليسكي على موقع مونزينجر (الألمانية)